# L'Opium des intellectuels
 (décembre 2017).
Si vous disposez d'ouvrages ou d'articles de référence ou si vous connaissez des sites web de qualité traitant du thème abordé ici, merci de compléter l'article en donnant les références utiles à sa vérifiabilité et en les liant à la section « Notes et références ».
L'Opium des intellectuels est un livre écrit par le philosophe français Raymond Aron paru en 1955. Libéral assumé, l'auteur publie cet ouvrage comme une critique anti-communiste de ce que sont, selon lui, les défauts de la gauche et des intellectuels du XXe siècle.

## Présentation
Le titre du livre fait référence à la célèbre formule marxiste selon laquelle la religion est l'opium du peuple, exprimant ainsi (non sans une certaine malice) d'une part le parallélisme entre communisme et religion et d'autre part l'attrait irrationnel que le communisme exerce sur les intellectuels.

« Cherchant à expliquer l'attitude des intellectuels, impitoyables aux défaillances des démocraties, indulgents aux plus grands crimes, pourvu qu'ils soient commis au nom des bonnes doctrines, je rencontrai d'abord les mots sacrés : gauche, Révolution, prolétariat. »

Aron décrit dans un premier temps les trois mythes sur lesquels il voit reposer l'idéologie de la gauche : le mythe de la gauche, justement, celui de la Révolution, et enfin celui du prolétariat.
Une deuxième partie analyse et critique la vision marxiste de l'histoire.
Dans la troisième partie, Raymond Aron souligne avec étonnement la fascination que l'idéologie marxiste exerce sur les intellectuels et cherche à en dégager les raisons. 

### Mythes politiques
Selon l'auteur, la gauche est victime d'un certain nombre de mythes.
Le premier de ces mythes, c’est justement le mythe de la gauche. Fascinée par sa propre existence, la gauche se voit elle-même comme en lutte pour : d'une part la liberté contre l’arbitraire, d'autre part la mise en place d'un ordre non pas traditionnel mais rationnel, et enfin la défense de l’égalité contre les privilèges. Mais Raymond Aron montre que, au delà de ces visions mythiques un peu naïves, ce qui définit la gauche peut en fait se résumer à l'idée de progrès : la gauche n'existe en effet qu'à condition de penser que l’avenir vaut mieux que le présent. C'est pourquoi, alors qu’elle s'est créée historiquement en réaction à l’Ancien Régime et qu'elle est éprise à l'origine de liberté, son positionnement souffre désormais d'ambiguïtés et de confusions : « Sont-ils de gauche ceux qui réclament la liberté pour tous les peuples d'Asie et d'Afrique, mais non pour les Polonais ou les Allemands de l'est ? ».
Le deuxième de ces mythes, c'est celui de la Révolution. La gauche s'est d'ailleurs approprié le terme puisque, lorsqu'une révolution n'est pas de gauche, elle l'appelle plus prosaïquement un coup d'État. Ce mythe de la Révolution s'accompagne de la nostalgie du passé des révolutions historiques mais aussi d'un idéal utopiste : la gauche vit dans l'attente de cette révolution libératrice qui ne s'est pas accomplie. Alors que, pour Aron, la révolution bolchévique n'est en réalité que le coup d'État d'une minorité composée de cadres, et non d'ouvriers, profitant d'un État affaibli. Rien de lumineux: il ne s'agit que de la substitution violente d'une élite à une autre.
Enfin, le troisième mythe est celui du prolétariat, sauveur collectif chez Karl Marx exactement comme le Messie est sauveur collectif chez les chrétiens. Aron analyse alors la notion de Prolétariat et soulève une première difficulté dans sa définition même: Par exemple, le travailleur d’un service public est-il un prolétaire, alors même qu’il reçoit son argent de l’État ? Se posent ainsi trois questions : d'une part sur les frontières du prolétariat (où commence-t-il ? qui est prolétaire ? qui ne l'est pas ?), d'autre part sur son unité (les prolétaires forment-ils une entité homogène, ou bien divers groupes en réalité aussi distincts les uns des autres que dans n'importe quelle autre classe sociale ?), et enfin sur son lien avec l’idéal révolutionnaire. 
Aron fait ensuite la distinction entre deux sortes de libération du travailleur, la libération "réelle" (c'est-à-dire l'amélioration progressive des conditions de vie et de travail que l'on constate aux États-Unis et en Europe occidentale) et la libération « idéelle » (c'est-à-dire la prise du pouvoir théorique par un Prolétariat mythifié à la suite d'une Révolution, comme en URSS). La libération idéelle repose sur une libération de rupture, mais finalement indifférente à la réalité des conditions de vie qui en résultent. La libération réelle est une libération partielle, pragmatique, progressive et jamais achevée, mais qui permet une amélioration véritable des conditions de travail. 
Force est alors de constater que les pays à la libération idéelle ont des conditions de vie détériorées (ouvriers d'Europe de l'Est) alors que les pays qui appliquent des réformes sociales sans doctrine obtiennent de bien meilleurs résultats (travaillisme anglais, société suédoise) et deviennent des pays à libération réelle. « Les ouvriers ne croient pas d'eux-mêmes qu'ils sont élus pour le salut de l'humanité. Ils éprouvent bien davantage la nostalgie d'une ascension vers la bourgeoisie ». « Le mépris, que professent volontiers les intellectuels pour les métiers de commerce et d'industrie, m'a toujours paru méprisable. Que les mêmes, qui regardent de haut ingénieurs ou chefs d'industrie, croient reconnaître dans l'ouvrier, devant son tour ou à la chaîne de montage, l'homme universel, me paraît sympathique mais surprenant. Ni la division des tâches ni l'élévation du niveau de vie ne contribuent à cette universalisation. ».

### Idolâtrie de l'histoire
Le premier aspect de la critique d’Aron concerne donc un certain nombre de mythes qui entourent la gauche. Sa deuxième grande critique porte sur l’idolâtrie de l’histoire.
- Les partis marxistes fonctionnent à l’instar d’un dogme, d’une Église. Tout d’abord le parti est infaillible notamment vis-à-vis de sa vision de l’histoire. C’est ainsi que la vision marxiste de l’histoire repose sur un développement équivalent par étape entre les différents pays. Ainsi l’échec de 1917 repose sur une volonté d’application stricte du dogme. Cette foi dans le parti s’illustre par la solidarité que le communiste entretient avec l’URSS. Le fait même que la révolution de 1917 mette en place l’industrialisation et l’accumulation du capital au nom du communisme montre le décalage entre la théorie et la réalité. Les partis communistes refusent de voir les contradictions de l’URSS ; ainsi une victoire, même militaire, menée par l’URSS est une victoire pour la paix. De même, la doctrine refuse tout nationalisme mais le régime fait la guerre au nom de la nation et ressort la figure d’Alexandre Nevski dans sa propagande. Quand une révolution dégénère, la faute n’en est pas à Marx mais à des événements extérieurs tel le bouc émissaire. De même la prédiction marxiste devrait rencontrer l’histoire durant le XXe siècle en se confondant avec l’expérience soviétique sans aucune justification. Cette vision d’une vérité sacro-sainte s’exprime à travers les procès de Moscou par exemple, où le juge démontre l’hérésie du coupable contre l’orthodoxie marxiste.
- Les partis marxistes fonctionnent aussi sur la croyance dans un sens inéluctable de l’histoire. L’ensemble des sociétés devrait aller vers le même objectif, vers la même finalité, celle de la fin de l’histoire. Si chaque événement historique peut avoir un sens, rien n’indique que l’histoire, dans sa globalité, en ait un.
- Le dernier point de la critique porte sur la vision de "nécessité" (c'est-à-dire d'une détermination causale) de l’histoire. Ainsi les événements ne sont que des étapes, voire des faits insignifiants de l’histoire face à l’Histoire. Toute cette vision repose sur une prévision théorique censée coller à la réalité historique. Pour les marxistes, la révolution permet à l’Homme de sortir de la préhistoire sans gradation possible. Il s’agit donc de maîtriser l’histoire. Et c’est cette ambition historique qui fait de l’URSS un régime totalitaire.

### Aliénation des intellectuels
Après avoir critiqué les postulats du marxisme et sa vision de l’histoire, Aron réfléchit sur l’aliénation des intellectuels.
- Les intellectuels sont ceux qui font évoluer les doctrines, ils appartiennent à une élite qui possède le pouvoir. Le passage au communisme se résume à un changement d’élite. Saint-Germain-des-Prés devient le paradis des intellectuels où politique et romancier se côtoient, où chacun rêve de prendre la place de l’autre. L’intellectuel a une attache nationale. Pourtant l’intellectuel déteste le système dans lequel il vit malgré le niveau de vie honorable. De même l’intellectuel va défendre le principe d’indépendance nationale mais ne dira mot de la situation en Pologne ou en Tchécoslovaquie. Alors même qu’ils ont en réalité des valeurs aristocratiques, ils défendent la démocratie, alors même qu’ils vivent tels des bourgeois, ils se veulent l’avant-garde du prolétariat. Si la rive gauche est le paradis des intellectuels, les États-Unis représentent l’enfer, un conglomérat de tout ce qu’ils détestent.
- Le XXe siècle se caractérise par un certain nombre de faits majeurs. Le communisme n’est pas apparu comme l’héritier naturel, historique du capitalisme (Russie sans étape capitaliste, persistance de pays capitalistes). Le deuxième grand fait majeur concerne la remise en question des institutions représentatives et de la démocratie. Troisième fait majeur, c’est l’occidentalisation sans la liberté à l’est, c’est « l’occidentalisation contre l’occident ». Au sein des pays, les idéologies sont diverses. Ainsi, les États-Unis ne connaissent pas de mouvement socialiste. Ainsi le conflit économique dans ce pays est d’ordre technique et non idéologique. Les intellectuels français sont dans une situation unique puisqu'il n’ont pas inventé les deux grandes idéologies mais un certain nombre de concepts tels la liberté et l’égalité dont les deux blocs se réclament.
- Les intellectuels sont en quête d’une religion. « On a maintes fois rapproché socialisme et religion, la diffusion du christianisme à travers le monde antique et celle du marxisme à notre époque. On s’entretue non pas pour savoir quelle Église représente la véritable doctrine mais pour savoir quel parti représente le vrai. Le marxisme, tel la religion, porte condamnation de ce qui est, dessine une image de ce qui sera et investit un homme ou un groupe qui indiquera l’avenir rayonnant. Des missionnaires du socialisme répandent l’incroyance dans les provinces au profit de l’athéisme athée. » « Le communisme est la première religion d’intellectuels qui ait réussi. » Et le succès de cette religion repose sur le développement des sciences qui rendent obsolète la religion. « La mort de Dieu laisse un vide dans l’âme humaine, les besoins du cœur subsistent qu’un nouveau christianisme devra satisfaire. Seuls les intellectuels sont capables d’inventer, peut être même de prêcher, un substitut des dogmes anciens qui soit acceptable aux savants. Enfin, les fonctions sociales que remplissait l’Église subsistent elles aussi. Sur quoi sera fondée la morale commune ? Comment sera sauvegardée ou restaurée, entre les membres de la collectivité, l’unité de croyance, faute de laquelle la civilisation elle-même est en péril ? »
- La religion est récupérée par l’État soviétique car elle apparaît comme la religion qui peut le plus favoriser la prospérité. Le chef de l’État se confond avec le chef de l’Église, l’idéologie, transcendante est dictée par ce chef. Cette idéologie, tirée « des livres sacrés du matérialisme dialectique » permet aux êtres d’accepter leur sort par une promesse de lendemain radieux. Le marxisme devient donc un opium pour les peuples et pour les intellectuels.

Il existe donc plusieurs sortes d’intellectuels, trois selon Aron, les communistes de Moscou, les communistes et progressistes d’Europe occidentale et les anticommunistes de Londres, Paris ou New York. Les intellectuels américains et soviétiques sont similaires en ce sens qu’ils sont ralliés dans un style différent à une idéologie d’État. Mais les deux idéologies sont fortement divergentes dans leurs rapports à la finalité politique. Le système américain ne connaît ainsi ni sauveur collectif ni achèvement de l’histoire. Dans cette situation les intellectuels français sont victimes d’une nostalgie, d’un sentiment de frustration face à une gloire perdue.